# 欧州地球科学連合
欧州地球科学連合 (The European Geosciences Union、略称:EGU) は、地球、惑星、宇宙科学の分野の非営利の学会である。 その目的は「人類と地球のために持続可能で公正な未来を実現することである」。 組織はミュンヘン（ドイツ）に本部を置いている。会員は、学生や退職した先輩を含む、これらの分野および関連する研究に専門的に従事または関連している個人に開かれている。

## 賞
EGUは、科学的成果を称えるために、毎年多くの賞とメダルを授与している。
- 固体地球地球科学のためのアーサー・ホームズ・メダル、
- 大気科学、水文学、または海洋科学のためのアルフレッド・ヴェーゲナー・メダル、
- 惑星および宇宙科学のためのジャン・ドミニク・カッシーニ・メダル、および
- アレクサンダー・フォン・フンボルト・メダル（英語版）は、地球科学、惑星および宇宙科学で卓越した国際的地位を獲得した発展途上国の科学者向けである。

EGUには4つの連合賞もある。
- 地球、宇宙、惑星科学のジャーナリズムに対するアンジェラ・クルーム賞
- 優秀な初期のキャリア科学者のためのアルネ・リヒター賞は、地球、惑星、宇宙科学の初期のキャリア科学者による業績に対して贈られる[4]
- 地球科学のアウトリーチと関与に対してカティアとモーリスクラフト賞
- EGUの優れたサービスに対してユニオン・サービス賞。

部門レベルでは、優れた科学者には27個のメダルがあり、初期のキャリア研究者には部門賞がある。 毎年、優秀な学生ポスターとPICO賞が参加部門に選ばれる。